# با عشق مردن
با عشق مردن فیلمی به کارگردانی و نویسندگی اکبر صادقی محصول سال ۱۳۵۷ است.

## خلاصه
امیر (سعید راد) در درگیری با برادرش در می‌یابد، دختر خاله اش از رابطهٔ نامشروع با او باردار شده، به جستجوی او می‌پردازد.

## بازیگران
- سعید راد
- حسین عرفانی
- فرشته جنابی
- حمیده خیرآبادی
- منوچهر والی‌زاده